# Notodonta
Notodonta är ett släkte av fjärilar som beskrevs av Ferdinand Ochsenheimer 1810. Notodonta ingår i familjen tandspinnare.

## Bildgalleri

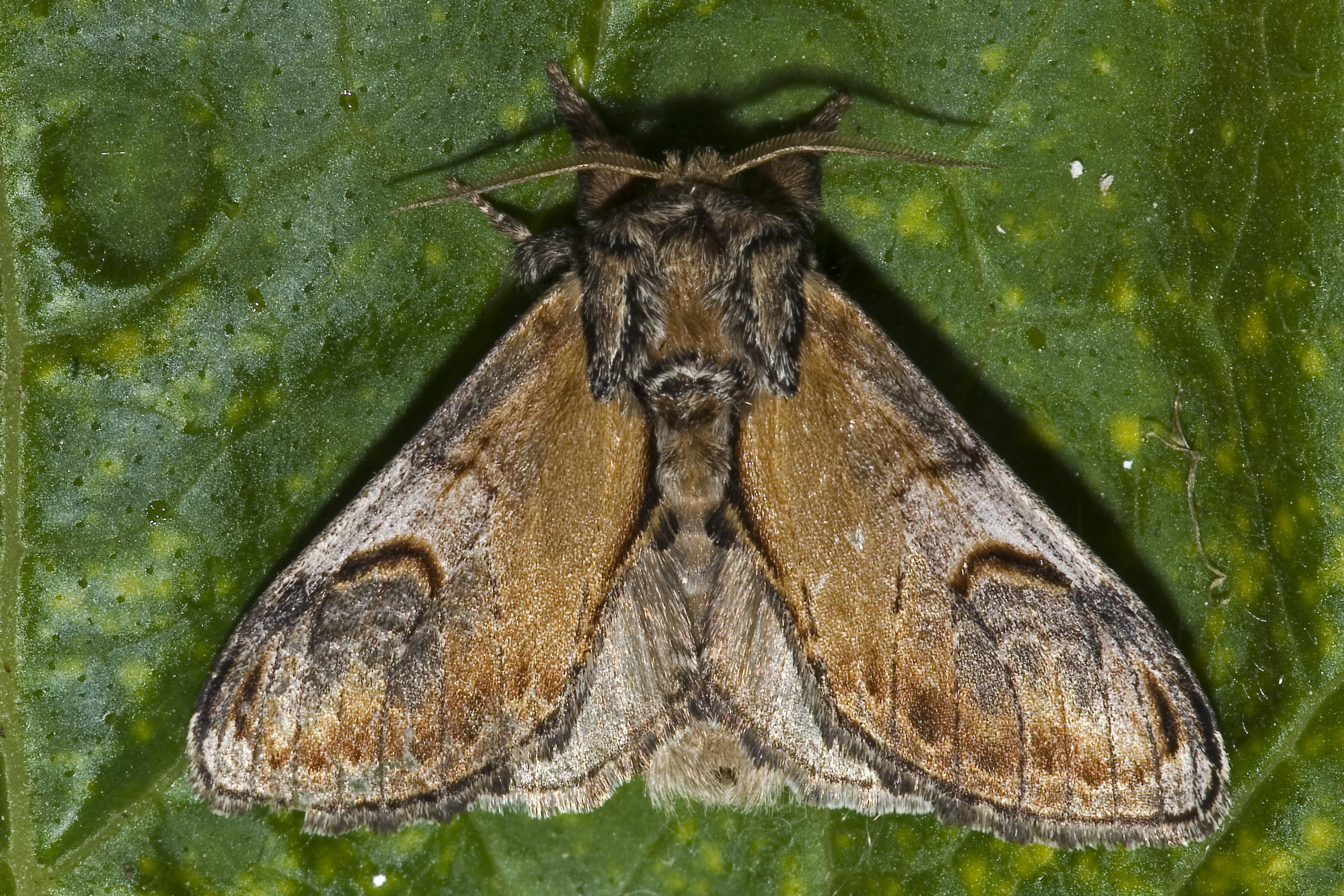

## Dottertaxa tillNotodonta, i alfabetisk ordning[1][2]
- Notodonta albipuncta
- Notodonta angustipennis
- Notodonta basalis
- Notodonta basitriens
- Notodonta bhasini
- Notodonta bipunctigera
- Notodonta dembowskii
- Notodonta dentilinea
- Notodonta dromedarius
- Notodonta frigida
- Notodonta fuegei
- Notodonta griseotincta
- Notodonta grummi
- Notodonta herculana
- Notodonta hibernica
- Notodonta idea-trotzigae
- Notodonta inclusa
- Notodonta lappona
- Notodonta melaena
- Notodonta mushensis
- Notodonta niger
- Notodonta perfuscus
- Notodonta pira
- Notodonta roscida
- Notodonta rothschildi
- Notodonta sachalinensis
- Notodonta siberica
- Notodonta simplaria
- Notodonta sugutanii
- Notodonta tarburi
- Notodonta torva
- Notodonta tritophus
- Notodonta uniformis
- Notodonta uruparius
- Notodonta zebra
- Notodonta ziczac